# 飯羽間城の戦い
飯羽間城の戦い（いいばまじょうのたたかい）は、戦国時代末期の天正2年（1574年）に武田勢が美濃国恵那郡遠山荘（現在の岐阜県恵那市岩村町飯羽間）に存在した織田方の飯羽間城を攻撃した戦い。

## 概要
鎌倉幕府の重臣であった加藤景廉が、幕府創設時の功績により源頼朝から与えられた荘園の中の一つが遠山荘である。加藤景廉の長男遠山景朝が遠山氏の初代となり、以後、岩村城を拠点として遠山荘を治めたが、やがて子孫たちが遠山荘内に分かれ分家をなした。その一つが飯羽間遠山氏である。
元亀3年（1572年）、武田信玄の命により家臣の秋山虎繁（信友）の軍勢が、信濃国の伊那谷から美濃へ侵攻して岩村城の遠山氏を攻略した（岩村城の戦い）。織田信長は岩村城の周囲に多くの城砦を配置し、そこに織田氏の軍勢を派遣して岩村城奪還の機会を窺った。
天正元年（1573年）、武田信玄が没した。
天正2年（1574年）、武田勝頼は3万の軍勢を率いて美濃国に侵攻したため、苗木城、串原城などの遠山十八子城は次々に陥落した。織田信長は、織田信忠、明智光秀など3万の軍勢で鶴岡山へ遣わし布陣して勝頼と対峙するが、武田軍の山県昌景に退路を脅かされて後退し、この間に17城目の明知城まで落城する（明知城の戦い）。
最後に残った城は飯羽間城のみであったが、飯羽間城の戦線が膠着したため、武田氏の家老衆である馬場信春や内藤昌豊は勝頼に対して甲斐に引き上げるように進言した。しかし新参の浪人衆である名和無理介、井伊弥四右衛門、五味与三兵衛らが、奉公のために浪人衆に飯羽間城を攻め取らせて欲しいと願い出ると、これを聞いた旗本近習衆、外様近習衆は、飯羽間城を残しておくと敵勢の情報拠点になると家老衆を批判し、また浪人衆の意見を通すことは他国への聞こえがよくないと主張した。
結局、長坂光堅や跡部勝資の進言により攻撃を継続することに決まり、飯羽間城を取り巻いていた先鋒勢が、飯羽間城の城戸を打ち破って突入し攻め落とした。
『甲陽軍鑑』には、川中島衆が信長から派遣された14騎の武者と城兵350余人を残らず討ち取り、飯羽間城の城将である飯羽間右衛門（遠山友信または遠山信次を指すと思われる）を土蔵で生け捕りにしたと書かれている。
飯羽間城で捕虜となった遠山友信は武田勝頼に武勇を評価されて助命され、信濃伊那郡箕輪に所領を与えられたが、天正10年の武田残党狩りの際に小諸にて子供2人ともに処刑されたとも伝わる。
武田軍が甲斐躑躅ヶ崎館（山梨県甲府市）に帰陣する際、足軽どもは「信長は 今見あてらや 飯狭間 城を明知と 告げの串原」と謡った。これは、「信長は城を明渡さないと浅はかに言ったが、黄楊櫛（つげぐし）のようである」という言葉に、攻略した5つの城名を織り込んだ唄である。飯羽間城はこの落城のあと、そのまま廃城となった。